# Deichtorhallen
Немецкий дом фотографии «Deichtorhallen» (Дайхторхаллен; нем. Deichtorhallen Hamburg) — художественная галерея в городе Гамбург, открытая в 1989 году в перестроенных залах, возведённых в 1911—1913 годах; является одним из крупнейших выставочных пространств для современного искусства и фотографии в Европе; состоит из двух основных залов: «Halle für aktuelle Kunst» и «Haus der Photographie»; имеет филиал «Sammlung Falckenberg» в гамбургском районе Harburg; за время существования галерея провела более 160 выставок.

## История и описание
В период с 1911 по 1914 год здание «Deichtorhallen» было построено на месте бывшего Берлинского вокзала — гамбургского аналога Hamburger Bahnhof, расположенного в Берлине; здание играло роль крытого рынка. Оно является одним из немногих сохранившихся в Германии примеров промышленной архитектуры переходного периода — от зданий в стиле модерн до строений XX века. Два отдельных корпуса представляют собой открытые стальные конструкции: северный зал — трехсекционное вытянутое здание площадью в 3800 м², а южный зал площадью 1800 м² — симметричное строение с фонарём.
Ансамбль был восстановлен фондом «Körber-Stiftung» и принадлежал городу Гамбург; в 1989 году оба здания были переданы компании «Deichtorhallen-Ausstellungs GmbH» и 9 ноября в них прошла первая выставка — «Einleuchten von Harald Szeemann» — которая открыла международную художественную программу, продолжающуюся по сей день. Дирк Луков (Dirk Luckow, род. 1958) является директором гамбургского Дайхторхаллена с 2009 года — он сменил на этом посту Роберта Флека, который стал директором Федеральный выставочного зала в Бонне.

### Зал современного искусства
В северной части ансамбля расположен выставочный зал «Halle für aktuelle Kunst», в котором регулярно проходят выставки современного искусства. Он специализируется на персональных выставках художников, скульпторов и дизайнеров, имеющих международную репутацию; большинство представляемых проектов разрабатываются специально для зала — в сотрудничестве с художниками.
С 1989 года здесь показано более 160 крупных выставок. В дополнение к масштабным персональным выставкам известных художников — таких как Энди Уорхол, Мартин Киппенбергер и Луиза Буржуа — начинающие авторы также были представлены в зале: например, Андреас Гурски (1994), Джейсон Роудс (1999) и Йонатан Мезе (2006). Кроме того, в галерее иногда проходят и тематические (групповые) выставки, а также — выставляются крупные международные коллекции произведений искусства: такие как собрание Юлии Стошек (Julia Stoschek Collection), выставленное в 2010 году. В рамках своей деятельность зал пытается привлечь широкую аудиторию, проводя выставки с программной близкой к повседневной жизни горожан.

### Дом фотографии
В южном здании Дайхторхаллена расположен «Haus der Photographie»; в 2005 году в нём разместилась крупная фото-коллекция «Sammlung F. C. Gundlach», включающая в себя архив изображений новостного журнала «Der Spiegel». Сама концепция Дома фотографии была создана Францем Гундлахом (род. 1926), директором-основателем и художественным руководителем нового зала в период с 2003 по 2005 год, передавшим свой собрание в долгосрочных аренду городу (на 20 лет); он также курировал и выставку Мартина Мункачи «Martin Munkácsi: Think While You Shoot!» (2005). С 2006 года Гундлах является членом наблюдательного совета фотомузея. Реконструкция южного здания для новой выставочной площадки проводилась с 2004 по 2005 год по проекту гамбургского архитектора Яна Штёрмера из бюро «Störmer Murphy and Partners GbR». Выставочная программа зала весьма разнообразна: от фоторабот, созданных в XIX и начале XX века, до произведений молодых современных фотографов, активно использующих цифровые технологии.
Целью «Haus der Photographie» заявлена и презентация самой коллекции Гундлаха широкой аудитории. В итоге, с 2003 года из коллекции были составлены несколько экспозиций, в том числе «A Clear Vision» (2003), «The Heartbeat of Fashion» (2006), «American Beauties» (2007) и «Nobuyoshi Araki. Silent Wishes» (2010).

### Коллекция Фалькенберга
С 2001 года коллекция «Sammlung Falckenberg» находится в зале Phoenix-Hallen в гамбургском районе Харбург (Harburg); коллекция включает около 2000 произведений современного искусства — собрание специализируется на современном немецком и американском искусстве, созданном за последние три десятилетия (включая контркультуру и молодежную культуру). В 2007 году юрист и предприниматель Харальд Фалькенберг (род. 1943) приобрел одно из зданий и объявил конкурс на преобразование его в выставочный зал для своей коллекции; победителем конкурса стал берлинский архитектор Роджер Бундшух из бюро «Bundschuh Architekten». Новое помещение открылось в мае 2008 года; с тех пор здесь прошли 28 выставок с участием таких художников, как Пол Тек (Paul Thek), Джон Кесслер и Роберт Уилсон. В зале также проходили и тематические выставки — и, разумеется, презентация самой коллекции. Залы позволяют демонстрировать крупные инсталляции и мультимедийные проекты.
С января 2011 года коллекция Фалькенберга организационно является частью компании «Deichtorhallen Hamburg GmbH» и управляется последней — под названием «Deichtorhallen Hamburg — Falckenberg Collection». Предполагается дополнить концепцию выставочной деятельности, уже ведущейся галереей.